# Lenguas indoeuropeas orientales
Las lenguas indoeuropeas orientales es un bloque mayor propuesto de las lenguas indoeuropeas donde se agrupan a las lenguas baltoeslavas, italoceltas, y las lenguas germánicas, y son habladas por aproximadamente 1,674 millones de personas. Estas familias se originaron de un ancestro común derivado del protoindoeuropeo llamado protoindoeuropeo oriental. 

## Protolengua
El idioma protoindoeuropeo oriental es una protolengua hipotética propuesta como ancestro común de un subgrupo de lenguas indoeuropeas que incluiría las ramas itálica, Celtica, germánica y baltoeslava. Esta reconstrucción no es universalmente aceptada, pero ha sido sugerida por algunos lingüistas como una forma de explicar ciertas similitudes léxicas, fonológicas y morfosintácticas compartidas por estas ramas.
Se postula que este protoindoeuropeo oriental se habría desarrollado a partir del protoindoeuropeo original, diferenciándose de otras ramas como la griega, indoiraní, anatolia o tocaria. La hipótesis es parte de propuestas filogenéticas más amplias dentro del estudio del árbol indoeuropeo, como el modelo "centum vs. satem" o las teorías de dispersión regional.
Dado que no existen registros escritos de esta lengua, su reconstrucción se basa exclusivamente en el método comparativo aplicado a sus supuestas lenguas descendientes.

### Fonetica
Una tabla fonológica reconstruida de forma hipotética para el protoindoeuropeo oriental, basada en los rasgos fonéticos compartidos entre el germánico, itálico y baltoeslavo.
Consonantes
|                             | Labial | Dental | Alveolar | Velar | Palatal | Labiovelar |
| --------------------------- | ------ | ------ | -------- | ----- | ------- | ---------- |
| Oclusiva Sorda              | *p     | *t     |          | *k    | *ḱ      | *kʷ        |
| Oclusiva sonora             | *b     | *d     |          | *g    | *ǵ      | *gʷ        |
| Oclusivas sonoras aspiradas | *bʰ    | *dʰ    |          | *gʰ   | *ǵʰ     | *gʷʰ       |
| Frictivas                   |        | *s     |          |       |         |            |
| Nasales                     | *m     | *n     |          |       |         |            |
| Liquidas                    |        | *l,r   |          |       |         |            |
| Semivocal/Glides            | *w     |        |          |       | *j      |            |

Vocales
|         | Frontal | Central | Posterior |
| ------- | ------- | ------- | --------- |
| Cerrada | *i      |         | *u        |
| Media   | *e      | *ə      | *o        |
| Abierta |         | *a      |           |
| Largas  | *ē, ō   |         | *ā        |

ə representa el schwa indoeuropeo (ə̯), vocal reducida muy común en alternancias (ablaut).